# Freedom (chanson de Jimi Hendrix)
Pistes de First Rays of the New Rising Sun
Izabella
Freedom est une chanson de Jimi Hendrix parue dans les albums posthumes The Cry of Love (1971), et First Rays of the New Rising Sun (1997).

## Genèse et enregistrement
Le 24 avril 1969, Jimi Hendrix enregistre au Record Plant le titre Crash Landing avec le bassiste Billy Cox, le batteur Rocky Isaac et Al Marks. Ce titre est la première ébauche du futur Freedom pour lequel il décide de réécrire les paroles et de continuer à travailler la composition. En attendant, l'enregistrement de Crash Landing est retravaillé par le producteur Alan Douglas (qui reprendra à ce moment-là la gestion discographique du guitariste) en 1974 qui fait appel aux musiciens de session pour réenregistrer l'accompagnement (cette méthode suscite la controverse). Cette version est publiée dans l'album posthume controversé Crash Landing en 1975. En 2013, l'enregistrement de Crash Landing est publiée dans l'album posthume People, Hell and Angels en 2013 par Experience Hendrix LLC (qui supervise la discographie depuis 1995) dans une version remixée et corrigée par Eddie Kramer.
Jimi est particulièrement attaché à Freedom. La chanson est l'une de ses dernières à être régulièrement interprétées en concert lors de sa dernière tournée The Cry of Love en 1970. Il va ainsi la travailler régulièrement au Record Plant Studios (en sept séances sur un an de mai 1969 à mai 1970). Mais la chanson est enregistrée définitivement durant les sessions de First Rays of the New Rising Sun de mi-juin au 26 août 1970 aux tous nouveaux studios Electric Lady conçus par Jimi. La piste de base est obtenue le 25 juin 1970, suivi de plusieurs séances d'overdubs. Jimi est accompagné du bassiste Billy Cox et du batteur Mitch Mitchell, ainsi que du percussionniste Juma Sultan et des frères Allen (surnommés Les Ghetto Fighters) aux chœurs. Le titre est mixé définitivement le 24 août 1970. Pourtant, Jimi avait l'intention d'effectuer une dernière modification sur ce titre en réenregistrant 8 secondes de guitare rythmique.

## Analyse
L'album s'ouvre sur Freedom, véritable manifeste de la nouvelle musique de Hendrix : complexe mais avec un groove très marqué. Les 20 versions du trio Hendrix/Cox/Mitchell jouées en public en 1970 montrent l'attachement de Hendrix à cette composition, qu'il mixera avec Eddie Kramer le 24 août 1970. Les nombreuses sessions à l'Electric Lady Studio (25 juin, 14 et 19 juillet, 14 et 20 août 1970) témoignent de la richesse du titre : le trio de base est augmenté des chœurs des Ghetto Fighters (les jumeaux Allen), des congas de Juma Sultan, et d'une partie de piano jouée par Hendrix lui-même, qui élargit habilement les timbres du morceau. Le titre est toutefois coupé : une partie du pont central, systématiquement jouée en public est ici absente. Les notes de First Rays of the New Rising Sun indiquent que Jimi comptait ajouter un overdub de quelques secondes. Outre la qualité de l'écriture et de l'interprétation, il y a une étonnante diversité des parties de guitare : rock, blues, jazz, funk... Tous ces styles sont abordés en moins de trois minutes trente.

## Parutions
Répétitions
- 24 mars 1969 aux Record Plant Studios sous le nom de Crash Landing : People, Hell and Angels (2013) et Crash Landing (1975, version retravaillée avec des musiciens de sessions)
- 6 février 1970 aux Record Plant Studios[7] : The Jimi Hendrix Experience Box Set (2000)
- 15 mai 1970 aux Record Plant Studios[8] : West Coast Seattle Boy: The Jimi Hendrix Anthology

Live
- Blue Wild Angel: Live at the Isle of Wight (2002) – 30 août 1970[9]
- Freedom: Atlanta Pop Festival (2015) – 4 juillet 1970
- Live in Maui (2020) – 30 juillet 1970

Compilations
- The Essential Jimi Hendrix (1978)
- Cornerstones: 1967–1970 (1990)
- Experience Hendrix: The Best of Jimi Hendrix (1997)
- Voodoo Child: The Jimi Hendrix Collection (2001) – Version issue du concert à l'Île de Wight[10]

## Personnel
- Jimi Hendrix : chant, guitare, piano
- Billy Cox : basse
- Mitch Mitchell : batterie
- Juma Seltan : percussions
- The Ghetto Fighters (Arthur et Albert Allen) : chœurs